# Katharina Burowa
Katharina Burowa (* 1978 in der Sowjetunion) ist eine deutsche Schauspielerin und Hörspielsprecherin sowie Sängerin.

## Leben
Katharina Burowa wurde 1978 als Kind russisch-persischer Eltern geboren. Zu einem unbekannten Zeitpunkt siedelte die Familie nach Hamburg über. Ihre Schauspielausbildung absolvierte sie an der Schauspielschule Gmelin in München, eine Gesangsbildung (Stimmlage Alt) bei Markus Goritzki an der Oper München. Danach hatte sie verschiedene Theaterengagements, so am Teamtheater München (Spiel von Liebe und Zufall, Leonardo hat`s gewusst, Cyrano de Bergerac), beim Badischen Staatsschauspiel Karlsruhe (Der Zigeunerwagen), bei den Burgfestspielen Mayen (Ein Sommernachtstraum) und im Berliner Ensemble (Die Judith von Shimoda), übernahm diverse Nebenrollen in Videoclips, Kurzfilmen, Fernseh- und Spielfilmen. Darüber hinaus arbeitete sie bei rund 20 Produktionen des DLR, WDR und für Radio Bremen als Hörspielsprecherin.
Als Muttersprachlerin, die rein äußerlich und stimmlich durch bewussten Akzent eher dem russischen Klischee entspricht, wird sie in der Regel diesem Typ adäquat besetzt, wie zum Beispiel im Hörspiel Wer sich umdreht oder lacht ... von John von Düffel, in dem sie russische Spätaussiedlerin Katharina spielt. Katharina Burowa lebt in Berlin und wird unter anderem von der ZAV-Künstlervermittlung Berlin sowie der Agentur Stimmgerecht vertreten.

## Schauspiel (Auswahl)
- Teamtheater München (Spiel von Liebe und Zufall, Leonardo hat`s gewusst, Cyrano de Bergerac)
- Badisches Staatsschauspiel Karlsruhe (Der Zigeunerwagen)
- Burgfestspiele Mayen (Ein Sommernachtstraum)
- Berliner Ensemble (Die Judith von Shimoda)

## Filmografie
- 1994: Frauen sind was Wunderbares, Regie: Sherry Hormann
- 1995: Echt Harder (RTL), Regie: Wolfgang F. Henschel
- 1995: Gegen den Wind (ARD)
- 2001: Duell – Enemy at the Gates, Regie: Jean-Jacques Annaud
- 2004: If all the pretty boys were dead, Musikclip HFF Berlin, Regie: Ennio Cacciato[2]
- Alpha Team (Sat.1)
- 2003: Lilien aus Schlaf (FHS), Regie: Jasmin Hermann
- 2010: Stubbe – Von Fall zu Fall (ZDF), Episode: Gegen den Strom
- 2011: Dunkelblau Remix 02, Musikfilm, Regie: Christian Calon[3]

## Hörspiel
- Heiner Grenzland/Tobias Hülswitt: Making of ... (auch unter dem Titel der Romanvorlage  Ich kann Dir eine Wunde schminken) Regie: Heiner Grenzland, Mitwirkende: Karina Plachetka, Gábor Biedermann, Mark Waschke, Götz Schulte, Katharina Burowa, Antje von der Ahe, Bettina Kurth, Patrick Güldenberg, Maxim Mehmet, Paul Sonderegger, 53 Minuten, DLR 2004.
- Andreas Jungwirth: Der Mann, der nicht töten kann. Regie: Burkhard Ax, Mitwirkende: Andrea Sawatzki, Christian Berkel, Martina Gedeck, Julia Hummer, Aykut Kayacik, Katharina Burowa, u. a., 60 Minuten, WDR/DLR/ORF 2004.
- Michael Koser: Die Schule der Glücksritter oder Arsène Lupin trifft Al Capone. Regie: Renate Heitzmann, Mitwirkende: Manfred Zapatka, Katharina Zapatka, Gerd Grasse, Katharina Burowa, Wolfgang Condrus, Martin Engler, Götz Schulte, u. a. 49 Minuten, DLR 2004.
- Matthias Scheliga:  Ich markiere den Tag mit einem weißen Stein. Regie: Karlheinz Liefers, Mitwirkende: Christian Grashof, Susanna Simon, Heide Kipp, Ursula Karusseit, Stefan Kaminski, Katharina Burowa, 54 Minuten, RBB 2004.
- Zuzana Ulicianska:  Dampf/Para. Regie: Renate Pittroff, Übersetzung: Gerda Zschiedrich, Mitwirkende: Katharina Burowa, Cristin König, Robert Gallinowski, Bastian Trost, 34 Minuten, DLR 2004.
- Boris Vian:  Ich werde auf eure Gräber spucken. Regie: Igor Bauersima, Übersetzung: Eugen Helmlé, Mitwirkende:  Igor Bauersima, Dominique Horwitz, Katharina Burowa, Bettina Kurth, Birgit Stöger, 86 Minuten, DLR/WDR 2004.
- Charlotte Brontë: Jane Eyre. Regie/Bearbeitung: Christiane Ohaus, Übersetzer: Gottfried Röckelein, Mitwirkende: Sascha Icks, Christian Redl, Sylvester Groth, Witta Pohl, Dietrich Mattausch, Dorothea Gädeke, Angelika Thomas, Léa Sanft, Katharina Burowa, Uta Hallant, u. a. 235 Minuten, SR/DLR/NDR/RB 2005.
- Tankred Dorst: Parzivals Weg. Regie: Beate Andres, Mitwirkende: Marc Hosemann, Therese Affolter, Max Hopp, Judith Engel, Herbert Fritsch,  Jürgen Holtz, Christine Oesterlein, Edgar Selge, Tankred Dorst, Martin Engler, Katharina Burowa, u. a., 61 Minuten, DLR 2005.
- Andrzej Stasiuk:  Nacht. Regie: Robert Matejka, Übersetzer: Olaf Kühl, Mitwirkende: Peter Striebeck, Roman Knižka, Katharina Burowa, Andrzej Stasiuk, Matthias Habich, 63 Minuten, DLR/NDR/SR 2005.
- Barbara Becker: Mina. Regie: Stefanie Lazai, Mitwirkende: Solveig Köppe, Katharina Burowa, Barbara Ratthey, Axel Wandtke, Bettina Kurth, Simon Böer, Uta Hallant, Stefan Kaminski, 41 Minuten, DLR 2007.
- Tobias Degenhardt: Wurfsendung 90: Kurze fröhliche Texte. Regie: Stefanie Lazai, Mitwirkende: Katharina Burowa, Bernd Stempel, EIG 2007.
- Qiu Xiaolong: Tod einer roten Heldin. Regie: Sven Stricker, Bearbeitung: Hilke Veth, Übersetzung: Holger Fliessbach, Mitwirkende: Peter Fricke, Andreas Fröhlich, Tonio Arango, Markus Meyer, Hans-Peter Hallwachs, Nina Weniger, Klaus Herm, Horst Bollmann, Katharina Burowa, Peter Schiff, 110 Minuten, DLR 2007.
- Christian Berner:  Wurfsendung 110: Nachricht und Wahrheit. Regie: Christian Berner, Mitwirkende: Steffen Schult, Nadja Schulz-Berlinghoff, Tonio Arango, Christian Gaul, Katharina Burowa, Yannick Lazai, EIG 2008.
- Ottavio Cappellani: Wer ist Lou Sciortino? Regie/Bearbeitung: Beatrix Ackers, Übersetzer: Constanze Neumann, Mitwirkende: Roman Knižka, Christian Brückner, Mogens von Gadow, Christian Gaul, Alexander Beyer, Cathlen Gawlich, Andreas Mannkopff,  Katharina Burowa u. a., 55 Minuten, WDR 2008.
- Claudia Piñeiro: Ganz die Deine. Regie/Bearbeitung: Irene Schuck, Übersetzung: Peter Kultzen, Mitwirkende: Astrid Meyerfeldt, Axel Milberg, Laura Maire, Heidrun Bartholomäus, Simon Boer, Katharina Burowa, Inga Busch, u. a., 43 Minuten, DLR 2008.
- Frank Schültge/Jan Theiler: Wurfsendung 108: Im Wartesaal der Gerechtigkeit. Regie: Frank Schültge/Jan Theiler, Mitwirkende: Tonio Arango, Katharina Burowa, Christian Gaul, Steffen Scheumann, EIG 2008.
- Marc Buhl: Der Schatten des Meisters. (auch unter dem Titel der Romanvorlage Der rote Domino) Regie: Beatrix Ackers, Bearbeitung: Christoph Prochnow, Mitwirkende: Bettina Kurth, Matthias Matschke, Roman Knižka, Katharina Burowa, Wesselin Georgiew, Eva-Maria Kurz, Robert Frank, Philipp Weggler, Friedhelm Ptok, 112 Minuten, DLR 2009.
- Glyn Maxwell: Das Mädchen, das sterben sollte. Regie/Bearbeitung: Irene Schuck, Übersetzung: Martina Tichy, Mitwirkende: Katharina Burowa, Kathrin Angerer, Brita Subklew, Friedhelm Ptok, Hedi Kriegeskotte, Stephan Schwartz, Samuel Weiss, Werner Wölbern, Jens Harzer, 72 Minuten, NDR 2009.
- John von Düffel: Wer sich umdreht oder lacht ... Regie: Christiane Ohaus, Mitwirkende: Marion Breckwoldt, Markus Meyer, Fritz Fenne, Katharina Burowa, Fjodor Olev, Barbara Focke u. a., 53 Minuten, Radio-Tatort Episode 42, Radio Bremen 2011.